# Horvátországi parlamenti választások 2016-ban
A Horvátországban 2016. szeptember 11-én tartott előrehozott parlamenti választásokat az Andrej Plenković vezette Horvát Demokratikus Unió nyerte, 61 helyet szerezve a 151 tagú Száborban, a Szociáldemokrata Párt által vezetett Népi Koalíció előtt, amely 54 mandátumot szerzett.
Az előrehozott választásokat azért kellett megtartani, mert 2016. június 16-án Tihomir Orešković miniszterelnök kabinetje megbukott egy bizalmatlansági indítványon, amelyet 125 Szábor-tag támogatott. Ezt követően a Patrióta Koalíció még megpróbált kormányt alakítani a korábbi pénzügyminiszter Zdravko Marić vezetésével, de nem sikerült többséget szerezniük, és a horvát parlament június 20-án feloszlatta magát. A határozat július 15-vel lépett hatályba, és Kolinda Grabar-Kitarović államelnök előrehozott választásokat hirdetett ki. Ez volt Horvátország kilencedik parlamenti választása, miután 1990-ben bevezették a többpártrendszert.
A HDU fő ellenfele, a szociáldemokraták több kisebb párttal alkotott koalíciót: HNS, HSS, HSE. Más pártok is ringbe szálltak, köztük a HDU korábbi koalíciós partnere, a Most is, amely a korábbi kormányban a mérleg nyelve volt. A korábbi miniszterelnök, Orešković - egy pártfüggetlen technokrata - nem indult a választáson. Zoran Milanović korábbi miniszterelnök pártja veresége után bejelentette távozását a Szociáldemokrata párt éléről.